# زاویه مرکزی

زاویهٔ AOB که یک زاویهٔ مرکزی در نقطهٔ O ساخته‌است.

زاویه مرکزی، زاویه‌ای است که راسش بر روی مرکز دایره جای دارد و هر ضلعش، شعاعی از دایره‌است. بدست آمده‌است که اندازهٔ زاویهٔ مرکزی برابر است با اندازهٔ کمانی از دایره ای به شعاع ۱ که در بر گرفته‌است.
توضیح دیگر در مورد زاویه مرکزی:زاویه ای است که برابر با کمان روبرویش است و از مرکز دایره می گذرد. 
کمان روبرویش=زاویه مرکزی

## در بُعد بالاتر
در یک کُره یا بیضی‌گون، زاویهٔ مرکزی را با توجه به دایرهٔ بزرگ مشخص می‌کنیم. مختصات معمولی که برای یک نقطه روی یک کره یا بیضی‌گون در نظر گرفته می‌شود، همان عرض جغرافیایی مزدوج با نماد ("Lat") یا {\displaystyle \phi \,\!} و طول جغرافیایی مزدوج با نماد ("Long") یا {\displaystyle \lambda \,\!} است. و در حقیقت نقطهٔ {\displaystyle {\widehat {\sigma }}\,\!} نسبت به دایرهٔ بزرگ سنجیده می‌شود.